# Niklas Wikegård
Per Niklas Wikegård, född 3 oktober 1963 i Gävle, är en svensk före detta ishockeyspelare och ishockeytränare som sedan våren 2024 är sportligt ansvarig för Djurgårdens IF. Han har tidigare arbetat som expertkommentator i C More och TV4. 

## Biografi
Niklas Wikegård har en lång tränarkarriär bakom sig. Han har tränat Väsby IK, först som assisterande tränare då han säsongen 1986-87 var med och sensationellt förde upp laget till Elitserien, Bodens IK och schweiziska EHC Chur. Wikegård arbetade tillsammans med Stephan "Lillis" Lundh i Djurgårdens IF 1996, men avgick året efter. Han tränade Malmö Redhawks 1998-2001, och var huvudtränare för Djurgården 2002-2005.  
Före tränarkarriären var Wikegård själv aktiv spelare, back, och gjorde som 19-åring debut i Elitserien, då med Brynäs IF där han gjorde 11 matcher och 1 poäng. Därefter spelade han en säsong med Hanhals IF. En knäskada orsakade det tidiga slutet för hans karriär som spelare.
Wikegård lämnade karriären som elittränare för att kunna ägna mer tid åt familjen. Därefter började han som expertkommentator på Sveriges Television innan han gick till TV4 där hans första uppdrag var att bli kommentator i Gladiatorerna. Han är numera expertkommentator i C More Entertainments sändningar från Svenska Hockeyligan, och har ett hockeymagasin i TV4 Sport. Han arbetar även som föreläsare och konferencier.
Wikegård, som har tre döttrar, är bosatt i Sigtuna i Stockholms län. Den 19 juni 2006 var han sommarvärd i SR P1.
Den 1 maj 2024 tillträdde Wikegård som sportsligt ansvarig för Djurgårdens IF.